# Huang Jiaxin
Huang Jiaxin (* 24. November 1998) ist eine chinesische Sprinterin.

## Sportliche Laufbahn
Erstmals trat Huang Jiaxin bei den Jugendasienmeisterschaften 2015 in Doha international in Erscheinung. Dort siegte sie in 24,67 s im 200-Meter-Lauf und in 2:13,32 min mit der chinesischen Sprintstaffel (1000 Meter) und wurde mit 57,59 s Fünfte über 400 Meter. Anschließend erreichte sie bei den Jugendweltmeisterschaften in Cali das Halbfinale über 200 Meter, in dem sie mit 24,29 s ausschied. Zudem schied sie im 100-Meter-Lauf in der ersten Runde aus und wurde mit der Staffel im Vorlauf disqualifiziert. Im Jahr darauf gewann sie bei den Juniorenasienmeisterschaften in der Ho-Chi-Minh-Stadt in 45,41 s die Silbermedaille mit der 4-mal-100-Meter-Staffel hinter den Thailänderinnen. 2019 belegte sie bei den Asienmeisterschaften in Doha mit der 4-mal-400-Meter-Staffel in 3:37,97 min den sechsten Platz.

## Persönliche Bestleistungen
- 100 Meter: 12,11 s (+0,1 m/s), 3. August 2018 in Dalian
- 200 Meter: 23,76 s (+0,4 m/s), 4. September 2017 in Tianjin
  - 200 Meter (Halle): 24,71 s, 4. März 2016 in Nanjing
- 400 Meter: 55,00 s, 16. Juni 2018 in Guiyang
  - 400 Meter (Halle): 57,80 s, 28. Februar 2016 in Nanjing